# Églises chrétiennes et Églises du Christ
Ne doit pas être confondu avec les Églises du Christ
Les Églises chrétiennes et les Églises du Christ sont des églises évangéliques du mouvement de restauration américain, également appelées Mouvement Stone-Campbell et la Réforme du XIXe siècle, qui n'ont aucune affiliation formelle avec d'autres congrégations, mais partagent encore de nombreuses caractéristiques de croyance et adoration. Par conséquent, il convenu de n'employer aucun nom propre au mouvement dans son ensemble. La plupart des congrégations (mais pas toutes) de cette tradition incluent les mots « Église chrétienne » ou « Église du Christ » dans leur nom. 

## Histoire
La séparation des églises chrétiennes indépendantes (Églises chrétiennes et Églises du Christ), des églises du Christ, églises du christ Internationales et de l'Église chrétienne (Disciples du Christ) s'est produite sur une longue période. Les racines de la séparation remontent à une polarisation survenue au début du XXe siècle à la suite de trois controverses importantes. Ces controverses ont entouré le modernisme théologique, l'impact du mouvement œcuménique et l'adhésion ouverte (reconnaître comme membres à part entière des individus qui n'avaient pas été baptisés par immersion).
Les « Disciples du Christ » étaient, en 1910, une communauté unie, en pleine croissance avec des objectifs communs. Le soutien de la United Christian Missionary Society composée de missionnaires qui préconisaient une adhésion ouverte est devenu une source de discorde en 1920. Les efforts de rappel du soutien apporté à ces missionnaires ont échoué lors d'une convention à Oklahoma City en 1925 et d'une convention à 1926 à Memphis dans le Tennessee.  En conséquence, de nombreuses congrégations se sont retirées de la société missionnaire.
Une nouvelle convention, la Convention chrétienne nord-américaine, a été organisée par les congrégations les plus conservatrices en 1927. Un journal de confrérie existant, le Christian Standard, a également servi de source de cohésion pour ces congrégations. À partir des années 1960, de nouvelles organisations missionnaires non affiliées, telles que la Christian Missionary Fellowship (aujourd'hui la  Christian Missionary Fellowship International), travaillaient davantage à l'échelle nationale pour rassembler les congrégations de l’Église chrétienne / Église du Christ dans les missions internationales. À cette époque, la division entre libéraux et conservateurs était bien établie.  
La séparation officielle entre les Églises chrétiennes indépendantes / Églises du Christ et l'Église chrétienne (Disciples du Christ) est difficile à dater. Les suggestions vont de 1926 à 1971 en fonction des événements décrits ci-dessous: 
- 1926: La première Convention chrétienne nord-américaine (NACC) en 1927[5] est le résultat du désenchantement de la convention de Memphis.
- 1944: La Convention internationale des disciples élit à la présidence un candidat à l'adhésion ouverte[6].
- 1948: La Commission de relèvement, nommée pour éviter une scission, dissous[7].
- 1955: Le Répertoire du ministère est publié pour la première fois et ne répertorie que les « indépendants » sur une base volontaire[6].
- 1968: Rédaction finale de l'Annuaire des Disciples supprimant les églises indépendantes[6].
- 1971: Églises indépendantes énumérées séparément dans l'Annuaire des Églises américaines[6].

En raison du manque d'organisation formelle entre les congrégations, les données statistiques officielles font défaut, mais le Directory of the Ministry 2016 recense quelque 5 000 congrégations aux États-Unis et au Canada. Ces congrégations partagent des racines historiques avec d’autres congrégations de même nom au sein du mouvement de la restauration, y compris des congrégations organisées au sein de communautés formelles, telles que « l’Église chrétienne (Disciples du Christ) » ou les « Églises du Christ ». 

## Croyances
Les églises chrétiennes et les églises du Christ n'ont pas de credo défini. Les membres des églises chrétiennes et des églises du Christ croient en la divinité et la seigneurie de Jésus-Christ, l'inspiration de la Bible et l'autonomie des congrégations locales. Suivant les principes de base du « Mouvement de la restauration », ils acceptent et enseignent le baptême des croyants par immersion dans Christ pour le pardon des péchés; ils se réunissent pour le culte le premier jour de la semaine, faisant de l'observance du Dîner du Seigneur un point central de ce culte. Ils recherchent l'unité de tous les croyants sur la base de la foi en le Christ, Fils divin de Dieu et de son obéissance au Christ, ainsi que de l'acceptation de la Bible, en particulier du Nouveau Testament, en tant que règle de foi et de pratique tout à fait suffisante.

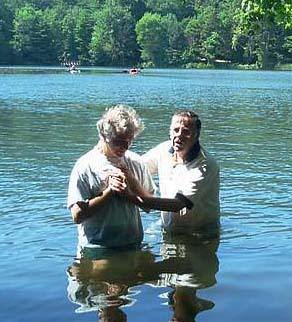
Baptême par immersion

Selon l'Église, le baptême est le moment où un croyant reçoit la rémission des péchés.
Une distinction supplémentaire entre ces congrégations est leur utilisation de la musique instrumentale dans leur culte, contrairement aux « Églises du Christ » qui n'utilisent pas de musique instrumentale. Les congrégations instrumentales discutées ici et les « Églises du Christ » a cappella sont par ailleurs très similaires mais ont peu de contacts les uns avec les autres dans la plupart des communautés, bien qu'il existe une certaine coopération entre certaines grandes églises et également dans certaines institutions éducatives.    

## Les établissements d'enseignement
Les églises chrétiennes / églises du Christ soutiennent une variété de collèges bibliques et de séminaires. En l'absence de structure officielle "confessionnelle" dans le mouvement, les collèges locaux servent souvent de centres d'information et permettent aux églises locales de rester en contact les unes avec les autres. 
Canada
| Universités et séminaires  | Emplacement                         | Date de fondation |
| -------------------------- | ----------------------------------- | ----------------- |
| Alberta Bible College      | Calgary, Alberta                    | 1932              |
| Maritime Christian College | Charlottetown, Prince Edward Island | 1960              |

Philippines
| Université et séminaires                  | Emplacement                                                                       | Date de fondation |
| ----------------------------------------- | --------------------------------------------------------------------------------- | ----------------- |
| International Christian College of Manila | San Jose, Antipolo City, province of Rizal, Philippines                           | 2005              |
| Manila Bible Seminary                     | Pablo Ocampo Street, Barangay San Bartolome, Novaliches, Quezon City, Philippines |                   |

États Unis
| Université et séminaires                                 | Emplacement                        | Date de fondation |
| -------------------------------------------------------- | ---------------------------------- | ----------------- |
| Boise Bible College                                      | Boise, Idaho                       | 1945              |
| Blueridge College of Evangelism                          | Wytheville, Virginia               | 1971              |
| Central Christian College of the Bible                   | Moberly, Missouri                  | 1957              |
| Cincinnati Christian University                          | Cincinnati, Ohio                   | 1924              |
| Colegio Biblico                                          | Eagle Pass, Texas                  | 1945              |
| Crossroads College                                       | Rochester, Minnesota               | 1913              |
| Dallas Christian College                                 | Dallas, Texas                      | 1950              |
| Emmanuel Christian Seminary                              | Johnson City, Tennessee            | 1965              |
| Florida Christian College now Johnson University Florida | Kissimmee, Florida                 | 1976              |
| Great Lakes Christian College                            | Delta Township, Michigan           | 1949              |
| Hope International University                            | Fullerton, California              | 1928              |
| Johnson University                                       | Knoxville, Tennessee               | 1893              |
| Kentucky Christian University                            | Grayson, Kentucky                  | 1919              |
| Lincoln Christian University                             | Lincoln, Illinois                  | 1944              |
| Louisville Bible College                                 | Louisville, Kentucky               | 1948              |
| Manhattan Christian College                              | Manhattan, Kansas                  | 1927              |
| Mid-Atlantic Christian University                        | Elizabeth City, North Carolina     | 1948              |
| Mid-South Christian College                              | Memphis, Tennessee                 | 1959              |
| Milligan College                                         | Milligan College, Tennessee        | 1866              |
| Nebraska Christian College                               | Papillion, Nebraska                | 1945              |
| Northwest Christian University                           | Eugene, Oregon                     | 1895              |
| Ozark Christian College                                  | Joplin, Missouri                   | 1942              |
| Point University                                         | East Point and West Point, Georgia | 1937              |
| Saint Louis Christian College                            | Florissant, Missouri               | 1956              |
| Summit Christian College                                 | Scottsbluff, Nebraska              | 1951              |
| Summit Theological Seminary                              | Peru, Indiana                      | 1974              |
| William Jessup University                                | Rocklin, California                | 1939              |

Puget Sound Christian College, ouvert en 1950 mais fermé en 2007. 

## Organisation
Les églises sont des congrégations indépendantes et portent généralement le nom « église chrétienne », mais utilisent souvent également le nom « église du Christ ». Bien que des exceptions isolées puissent se produire, il est généralement convenu au sein du mouvement qu'aucun nom personnel ou de famille ne doit être attaché à une congrégation que Christ a achetée et établie avec son propre sang, bien que les étiquettes géographiques soient acceptables. Ainsi, il est courant qu’une congrégation soit connue sous le nom « d’église chrétienne [du nom de la ville] » mais, dans certaines régions, elle peut être connue sous le nom de « [la / première] église chrétienne [de / à] [ville, communauté ou autre nom d'emplacement]. » Dans l'histoire récente, des congrégations individuelles ont pris la décision de changer leur nom officiel afin de rompre avec la nomenclature traditionnelle et d'adopter des noms plus génériques tels que « église du Christ [de / à] [Nom de la ville] », « Eglise chrétienne communautaire » [Nom de la ville], ou « Communauté [Nom de la ville] ». La tendance dans les églises de restauration à choisir des noms tels que « église chrétienne » et « église du Christ » peut entraîner des difficultés pour identifier l'affiliation (le cas échéant) d'une église individuelle en se basant uniquement sur son nom. En outre, il n'est pas rare que des églises extérieures au mouvement de restauration utilisent des noms similaires. 

## Slogans
Un certain nombre de slogans ont été utilisés dans le mouvement de la restauration pour exprimer certains des thèmes distinctifs du mouvement, dont voici quelques-uns : 
- «Là où les Écritures parlent, nous parlons; là où les Écritures sont silencieuses, nous nous taisons.»
- «L'église de Jésus-Christ sur la terre est essentiellement, intentionnellement et constitutionnellement, une.»
- «Nous ne sommes que des chrétiens, mais pas les seuls.»
- «Dans l'essentiel, l'unité; dans les opinions, la liberté; dans tout, l'amour.»
- «Pas de credo sauf Christ, pas de livre mais la Bible, pas de loi mais l'amour, pas de nom mais le divin.»
- «Appelez les choses de la Bible par des noms bibliques.»

### Citations
1. 1 2  ARDA 2012.
2. 1 2 3 4 5 6 7 8  Dunnavant et Foster 2004, p. 185.
3. 1 2  Kragenbrink 2000.
4. ↑  Dunnavant et Foster 2004, p. 9.
5. 1 2  Garret et Foster 2002, p. 407.
6. 1 2 3 4  Garret et Foster 2002, p. 408.
7. ↑  Garret et Foster 2002, p. 409.
8. ↑  Directory of the Ministry 2019.
9. ↑  Colegio Biblico
10. ↑  Louisville Bible College
11. ↑  Mid-South Christian College
12. ↑  « Puget Sound Christian College » [archive du 14 juillet 2006] (consulté le 1er juillet 2019)
13. ↑  La pratique des appellations se veut être la doctrine appliquée de l'utilisation de noms de ville par Paul dans la rédaction d'épîtres à « l'église qui se trouve à Corinthe » ou « l'église à Thessalonique », etc.
14. ↑  Dunnavant et Foster 2004, p. 688.

### Sources
- (en) ARDA, « Denominational Profile: Christian Churches and Churches of Christ », sur The Association of Religious Data Archives, 2012 (consulté le 6 septembre 2019)
- (en) Directory of the Ministry, « Directory of the Ministry », sur Directory of the Ministry, 2019 (consulté le 6 septembre 2019)
- (en) Douglas Allen Dunnavant et Anthony L. Foster, The Encyclopedia of the Stone-Campbell Movement : Christian Church (Disciples of Christ), Christian Churches/Churches of Christ, Churches of Christ, Grand Rapids (Mich.), Wm. B. Eerdmans Publishing, 2004, 854 p. (ISBN 0-8028-3898-7)
- (en) Kevin R Kragenbrink, « The Modernist/Fundamentalist Controversy and the Emergence of the Independent Christian Churches/Churches of Christ », Restoration Quarterly, vol. 42, no 1,‎ 2000, p. 1–17 (lire en ligne)
- (en) Leroy Garret et Anthony L. Foster, The Stone-Campbell Movement : The Story of the American Restoration Movement, College Press, 2002, 573 p. (ISBN 978-0-89900-909-4, lire en ligne)